# Іверська сільська рада (Солонянський район)
| Іверська сільська рада — орган місцевого самоврядування у Солонянському районі Дніпропетровської області з адміністративним центром у с. Іверське. Сільській раді підпорядковані населені пункти: - с. Іверське - с. Кашкарівка - с. Мала Калинівка - с. Миколо-Мусіївка - с. Миропіль - с. Олександрівка - с. Осипенко - с. Розтання - с. Ганно-Мусіївка |

## Склад ради
Рада складається з 16 депутатів та голови.

## Керівний склад сільської ради
| ПІБ                              | Основні відомості                                                         | Дата обрання | Дата звільнення |
| -------------------------------- | ------------------------------------------------------------------------- | ------------ | --------------- |
| Московченко Сергій Володимирович | Сільський голова, 1954 року народження, освіта, безпартійний              | 26.03.2006   | 31.10.2010      |
| Московченко Сергій Володимирович | Сільський голова, 1954 року народження, освіта вища, член Партії регіонів | 31.10.2010   |                 |

Примітка: таблиця складена за даними джерела